# Гостковский, Роман
Роман Гостковский (пол. Roman Gostkowski; 2 сентября 1837 — 2 марта 1912) — выдающийся учёный в области железнодорожного транспорта. Организатор железнодорожного движения в Галиции и на Буковине, доцент, а затем профессор кафедры железнодорожного движения Львовской политехники, ректор Львовской политехники и первый председатель Политехнического общества во Львове (1877—1884).

## Биография
Родился в Тщицене близ Седльце 2 марта 1837 года в благородной семье герба Гоздава. Имел дворянский титул барона.
Образование получил в реальной школе и политехнике в Вене, которую окончил в 1858 году.
В 1860—1865 годах работает инженером австрийской Южной железной дороги в Вене. С 1865 года работает на Львовско-Черновецкой железной дороги. В 1872—1878 годах был руководителем железнодорожного движения на Железной дороги эрцгерцога Альбрехта.
После создания в Львовской политехнике кафедры теории железнодорожного движения (а это была первая такая кафедра в Австро-Венгрии) переходит на научную работу и работает на кафедре теории железнодорожного движения на должности доцента (1878—1884 годы)
Доказывал необходимость прокладки железной дороги Станиславов — Гусятин. В 1884—1890 годах работает руководителем департамента технического отдела Дирекции государственных железных дорог в Вене.
В 1890 году возвращается к научной работе и работает профессором на кафедре теории железнодорожного движения Львовской политехники (до 1904). В 1897—1898 годах избирается на должность ректора Львовской политехники.
Со времени создания во Львове Политехнического общества в 1877 году, был первым председателем этого общества (1884 года) и провёл 434 доклада. 30 апреля 1881 года организовал Роман Гостковский публичную демонстрацию телефонной связи системы Генриха Михальского. Изобретатель Генрих Михальский находился в Жолкве и при помощи телефонного аппарата своей системы транслировал свой доклад во Львов, где проходило заседание Политехнического общества. Далее средствами телефонной связи транслировался концерт — неизвестная певица исполнила песню «Если бы утром солнышко», а выдающийся певец Александр Мишуга исполнил арию из оперы «Галка». Качество телефонной связи было таким, что казалось исполнители находятся в соседнем помещении. По инициативе Романа Гостковского телефонная связь была введена в Львовско-Черновицко-Ясской железной дороги. Кроме телефонной связи, Гостковский был одним из пионеров электрического освещения. Вместе с инженером Ф. Рихновским они 14 июня 1881 года организовали электрическое освещение зала заседаний Галицкого краевого сейма. После завершения управления Политехническим обществом Роман Гостковский оставался его почётным членом.
Автор многочисленных научных работ, важнейшей из которых является двухтомная «Теория железнодорожного движения», которая была переведена на русский, чешский и немецкий язык.
С 1902 года до смерти Роман Гостковский жил во Львове в собственном доме № 5 на современной улице Короленко.
Умер 2 марта 1912 года (по другим данным — 27 марта). Похоронен в Львове на Лычаковском кладбище.